# Chiesa di Santa Maria Assunta (Malé)
La chiesa di Santa Maria Assunta è la parrocchiale di Malé, in Trentino. Fa parte della zona pastorale delle Valli del Noce dell'arcidiocesi di Trento e risale al XV secolo.

## Storia

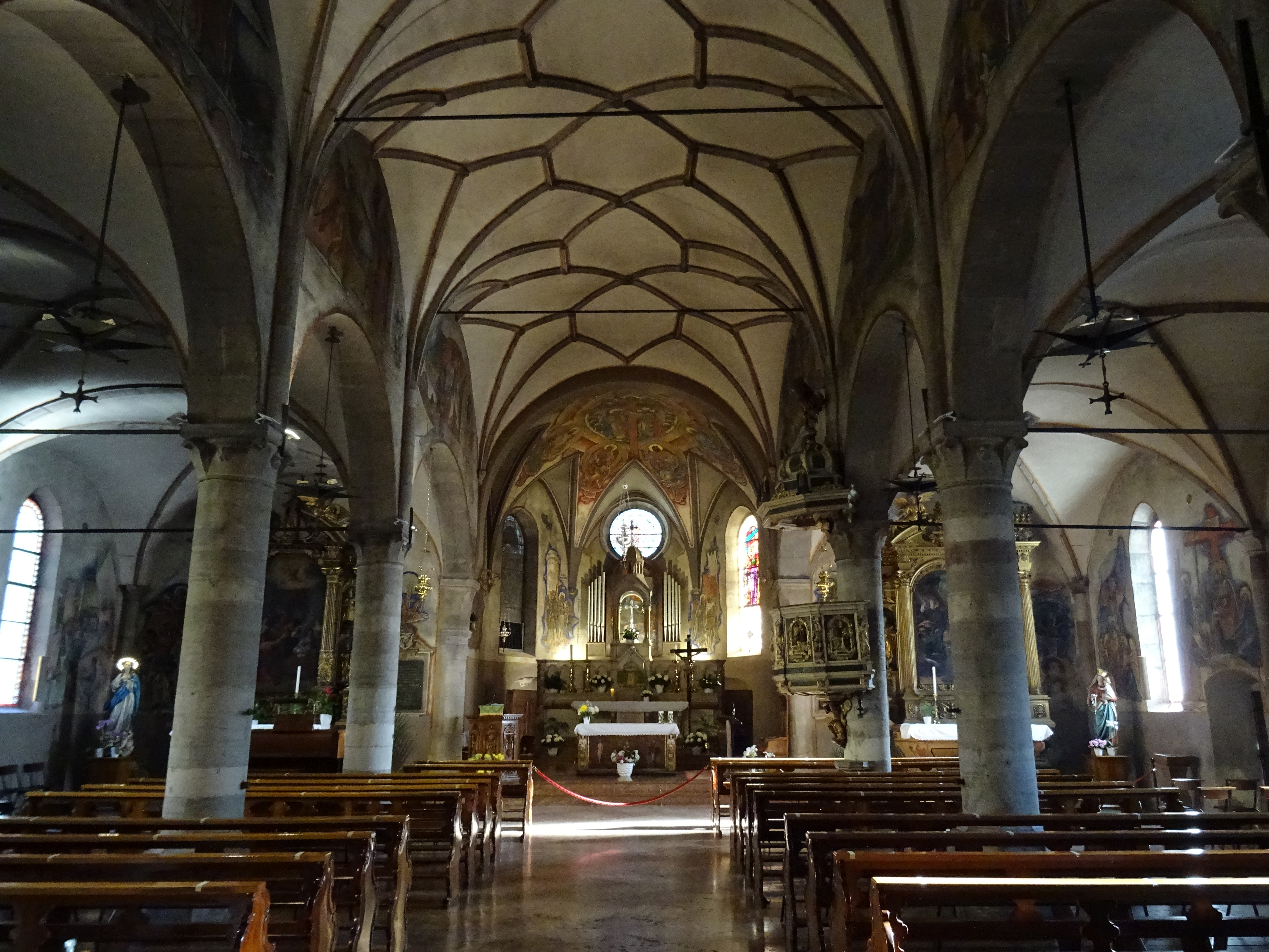
Interno

La prima citazione della pieve di Malé risale al 1178 in un contratto d'affitto, che porterebbe a indicarne la presenza già in data anteriore, la diocesi trentina risulta indicata nel Concilio di Aquileia, faceva infatti parte di questo patriarcato.
La chiesa venne riedificata tra il 1491 ed il 1497 su progetto del maestro e lapicida Adamo da Laino inglobando alcune parti di quella precedente e lasciando intatto il campanile. Nel 1531 il protiro subì un rifacimento e nel 1584 fu ampliato il presbiterio. Tra il 1609 e il 1612 vennero eseguiti lavori che interessarono l'interno dell'edificio dal lapicida Antonio Gramola. Nel 1753 venne rifatto il tetto della chiesa, nel 1755 fu riparato il tetto della cappella laterale di Sant'Antonio e tra il 1762 e il 1765 Carlo Melchiori realizzò la nuova pavimentazione del presbiterio e della navata. Tra il 1767 e il 1768 la sagrestia venne ampliata dai muratori Ambrosio e Domenico Gionta e nel 1802 fu ampliato anche il presbiterio. Tra il 1874 ed il 1876 fu posato il nuovo pavimento e tra il 1891 ed il 1893 fu rifatta su progetto di Enrico Nordio la facciata, la cui riedificazione venne condotta dal capomastro trentino Giuseppe Deanesi. 
Nel dicembre del 1971 un terribile incendio la danneggiò, si rese necessario un importante restauro e fu riaperta al culto nel 1972. Infine, tra il 1998 ed il 1999 il campanile fu interamente ristrutturato.

## Descrizione

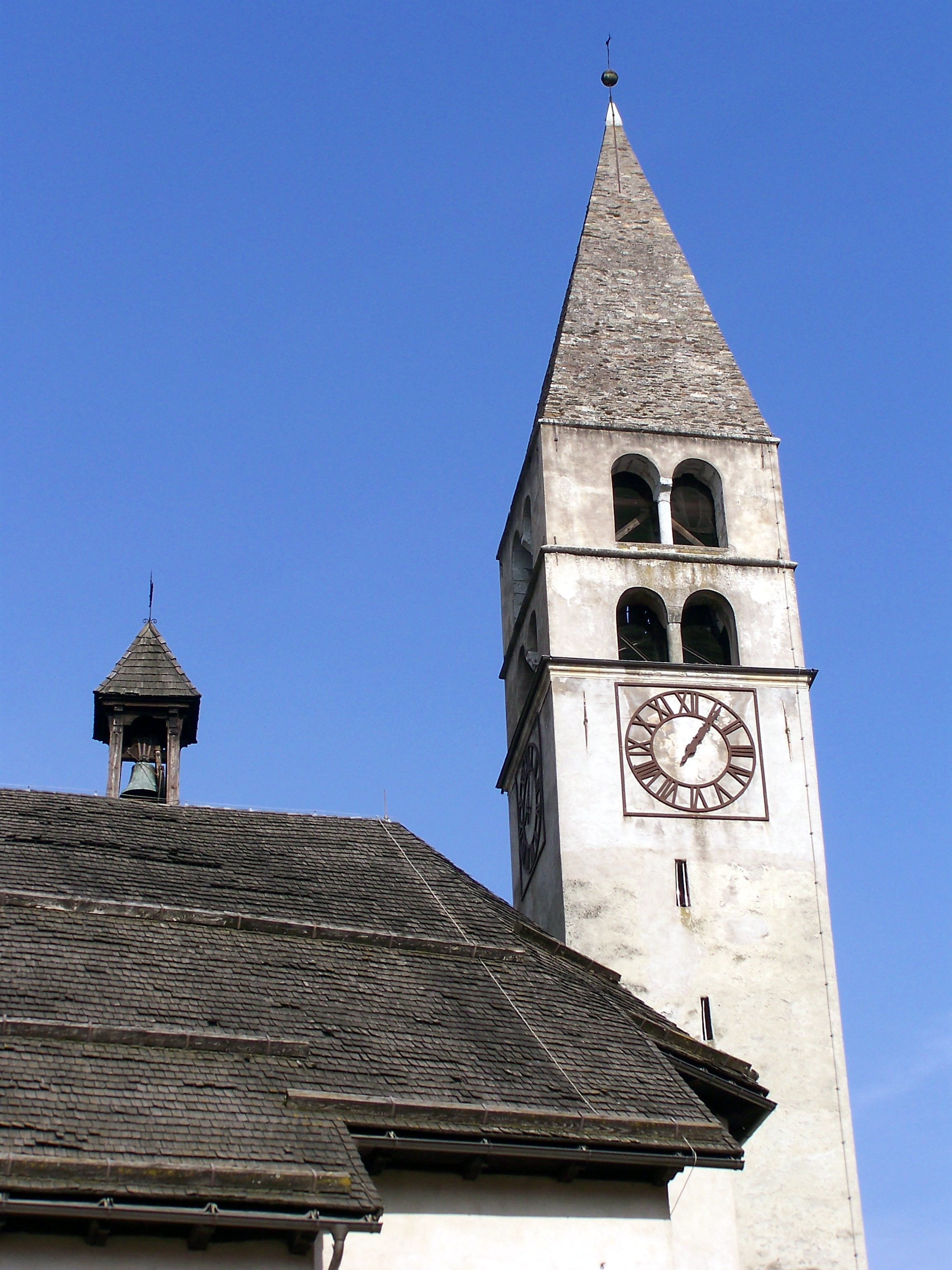
Torre campanaria e copertura del tetto anteriore, col campaniletto.

### Esterni
La chiesa si presenta con tradizionale orientamento a est ed è preceduta da un ampio sagrato. La facciata costruita nel XVI secolo, è a salienti e presenta un aspetto romanico gotico, ornata da pinnacoli e archetti pensili. Un protiro è posto a copertura dell'ingresso e a protezione del portale, ed è l'unica parte risalente al XIV secolo, formato da tre arcate a tutto sesto sorrette da due colonne aventi un'alta zoccolatura. Sulla copertura della chiesa è presente un piccolo campaniletto mentre la torre campanaria si alza in posizione avanzata e separata dall'edificio sulla sua destra. La cella campanaria è doppia e sovrapposta, con due ordini di finestre in gran parte a bifora. Sotto la cella c'è l'orologio e la copertura apicale è costituita da una piramide acuta a base quadrata.

### Interni
All'interno le tre navate sono separate da archi a tutto sesto sorrette da colonne con base ottagonale e capitelli romanici che le suddividono in quattro campate. La sala è illuminata dalle finestre ad arco a tutto sesto poste nella seconda campata. Il fonte battesimale, collocato nella navata sinistra dopo l'adeguamento liturgico, originariamente era posto nella cappella laterale destra. Conserva elementi romanici gotici ed ha base semiottagonale. Questo particolare confermerebbe la funzione battesimale della chiesa. Il numero otto è infatti, per la simbologia biblica, segno di pienezza, il compimento dell'unità; è il simbolo della Grazia, nonché giorno dopo la creazione; l'ottavo giorno fu anche quello della circoncisione di Gesù, ritenuto quindi idoneo per gli edifici destinati al battesimo.